# Responsabilidade ao proteger
A responsabilidade ao proteger é um conceito de política internacional relacionado à proteção de civis em conflitos armados e como um complemento necessário ao conceito de responsabilidade de proteger. Este segundo conceito estrutura-se em três pilares: (i) o Estado é o primeiro responsável por proteger suas populações do genocídio, dos crimes de guerra, das limpezas étnicas e dos crimes contra a humanidade; (ii) a comunidade internacional tem um papel em fornecer cooperação e assistência que permita aos Estados desenvolver as capacidades locais para cumprir suas responsabilidades; (iii) em circunstâncias excepcionais nas quais as medidas tomadas nos dois primeiros pilares falharem, a comunidade internacional estaria autorizada a fazer recurso à ação coletiva, seguindo as normas e procedimentos estabelecidos pela Carta das Nações Unidas, para proteger as populações em situação de risco.

## Posicionamento brasileiro
O conceito foi usado pela presidente Dilma Rousseff, em discurso na abertura da 66.ª Assembleia-Geral das Nações Unidas, em setembro de 2011. Na ocasião, afirmou:
O mundo sofre, hoje, as dolorosas consequências de intervenções que agravaram os conflitos, possibilitando a infiltração do terrorismo onde ele não existia, inaugurando novos ciclos de violência, multiplicando os números de vítimas civis.

Muito se fala sobre a responsabilidade de proteger; pouco se fala sobre a responsabilidade ao proteger. São conceitos que precisamos amadurecer juntos. Para isso, a atuação do Conselho de Segurança é essencial, e ela será tão mais acertada quanto mais legítimas forem suas decisões. E a legitimidade do próprio Conselho depende, cada dia mais, de sua reforma.— Dilma Rousseff, presidenta do Brasil 
Em 11 de novembro de 2011, a delegação brasileira junto às Nações Unidas em Nova York apresentou ao Conselho de Segurança das Nações Unidas e à Assembleia-Geral das Nações Unidas um papel conceitual sobre o conceito.
A preocupação brasileira está em que o conceito de responsabilidade de proteger possa ser usado para outros fins que não seja a proteção de civis, como a mudança de regime em determinadas regiões do mundo, o que extrapola os objetivos de proteção que caberiam à comunidade internacional pelo terceiro pilar daquele conceito. Dessa maneira, ao exercer sua responsabilidade de proteger, a comunidade internacional deveria mostrar, também, responsabilidade ao proteger. Os dois conceitos devem evoluir juntos, baseados em princípios fundamentais.
Em pronunciamento em debate sobre a responsabilidade ao proteger no Conselho de Segurança da ONU, em 21 de fevereiro de 2012, o Ministro das Relações Exteriores do Brasil, Antonio de Aguiar Patriota, mencionou os princípios que devem balizar o novo conceito:

Prevenção é sempre a melhor política. É a ênfase na diplomacia preventiva que reduz o risco de conflito armado e os custos humanos a ele associados. Nesse sentido, saudamos a iniciativa do Secretário-Geral Ban Ki-moon de estabelecer o ano de 2012 como o ano da prevenção, que conta com o total apoio do Brasil. Outras iniciativas, como "Amigos da Mediação", podem ser vistas como parte do espírito de promoção do exercício da responsabilidade coletiva na busca da paz, por meio da diplomacia, do diálogo, da negociação, da prevenção;

A comunidade internacional deve ser rigorosa em seus esforços para exaurir todos os meios pacíficos disponíveis nos casos de proteção de civis sob ameaça de violência, em consonância com os princípios e propósitos da Carta das Nações Unidas e conforme incorporado no Documento Final da Cúpula Mundial de 2005;
O uso da força deve produzir o mínimo possível de violência e de instabilidade. Sob nenhuma circunstância podem-se gerar mais danos do que se autorizou evitar;
No caso de o uso da força ser contemplado, a ação deve ser criteriosa, proporcional e limitada aos objetivos estabelecidos pelo Conselho de Segurança;

São necessários procedimentos aprimorados no Conselho para monitoramento e avaliação da maneira como as resoluções são interpretadas e aplicadas, para assegurar a responsabilidade ao proteger.— Antonio de Aguiar Patriota, ministro das Relações Exteriores do Brasil 